# شبوط (وعاء)

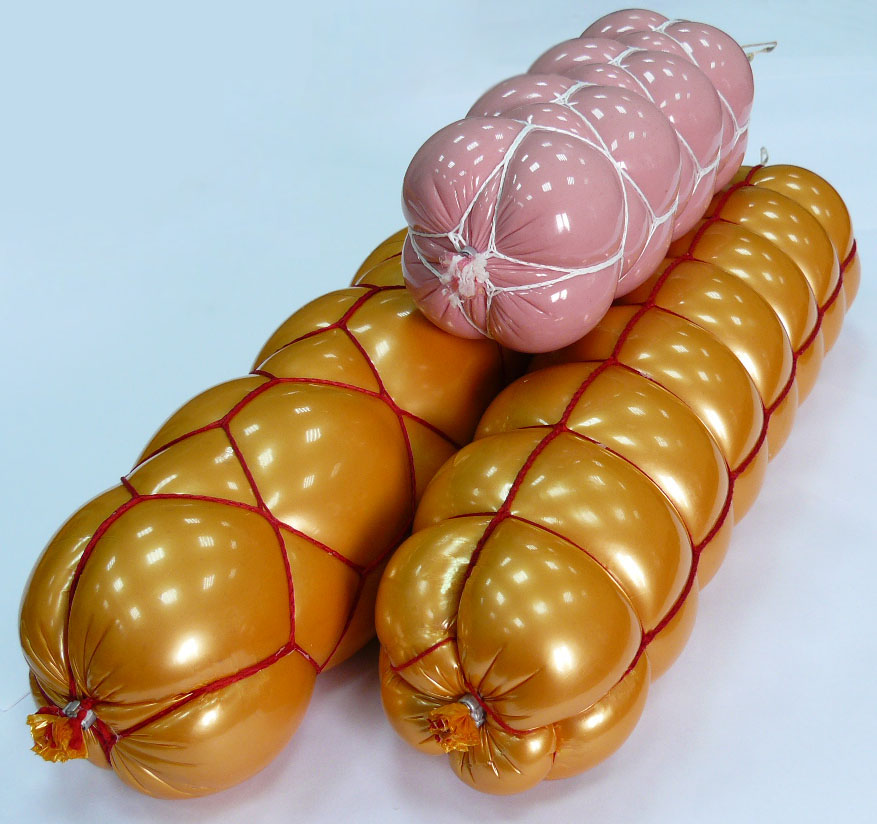
نوع من أنواع الشبوط يستخدم للتغليف السجق.

وِعَاءْ الشَبُّوْط هو وعاء مصنوع من مادة مرنة يغلف به الأشياء يستعمل في تغليف الأشياء. يأخذ شكل سمكة الشبوط والذي استمد اسمه منها، بحيث يكون دقيق في النهاية عريض الوسط صغير الرأس؛ ويأخُذ الشبوط شكلًا أسطوانيًا، بنهايات مُموجة أو مسدودة بدبابيس.

## الاستخدامات
يستخدم وعاء شبوط في حفظ المواد شبه الصلبة مثل:
- السجق.
- جبنة الدهن.
- عجين الخبز.

ولا يقتصر فقط على الأغذية بل وإلى المواد الأخرى مثل:
- الردغ

- معجون الحلاقة.
- العجائن اللاصقة.
- العجائن التي تستخدم في البناء.